# Punung (plaats)
Punung is een bestuurslaag in het regentschap Pacitan van de provincie Oost-Java, Indonesië. Punung telt 5796 inwoners (volkstelling 2010).